# Mantura
Mantura is een geslacht van kevers uit de familie bladkevers (Chrysomelidae).
De wetenschappelijke naam van het geslacht werd in 1831 gepubliceerd door James Francis Stephens.

## Soorten
- Mantura ambigua Kutschera, 1862
- Mantura chrysanthemi Koch, 1903 – Zuringaardvlo
- Mantura cylindrica Miller, 1880
- Mantura horioni Heikertinger, 1940
- Mantura lutea Allard, 1859
- Mantura mathewsi Stephens, 1832
- Mantura nepala Medvedev, 2004
- Mantura obtusata Gyllenhaal, 1813
- Mantura rustica Linnaeus, 1766